# Bothriechis schlegelii
Bothriechis schlegelii là một loài rắn trong họ Rắn lục. Loài này được Berthold mô tả khoa học đầu tiên năm 1846.

## Bảo tồn
Loài rắn này không được Sách Đỏ IUCN đánh giá, và đã bị loại khỏi Phụ lục III của CITES vào năm 2002. Dù cho không được liệt kê là loài bị đe dọa, chúng có thể đang nguy cấp do mất môi trường sống từ việc phá hủy rừng để lấy gỗ, lấy đất trồng trọt và đô thị hóa.

## Hình ảnh

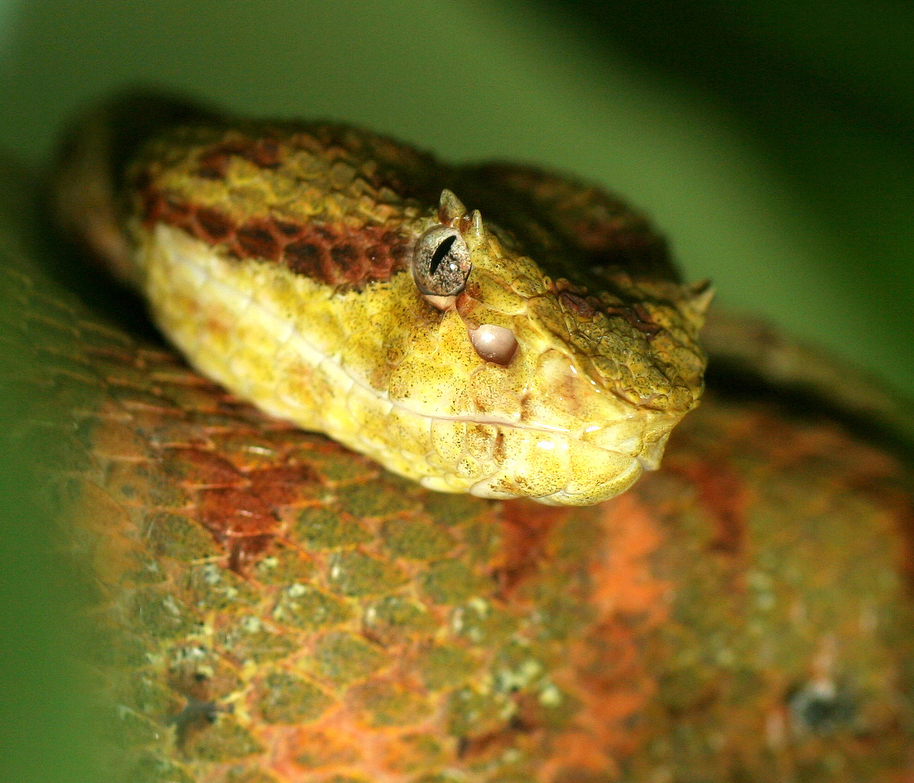
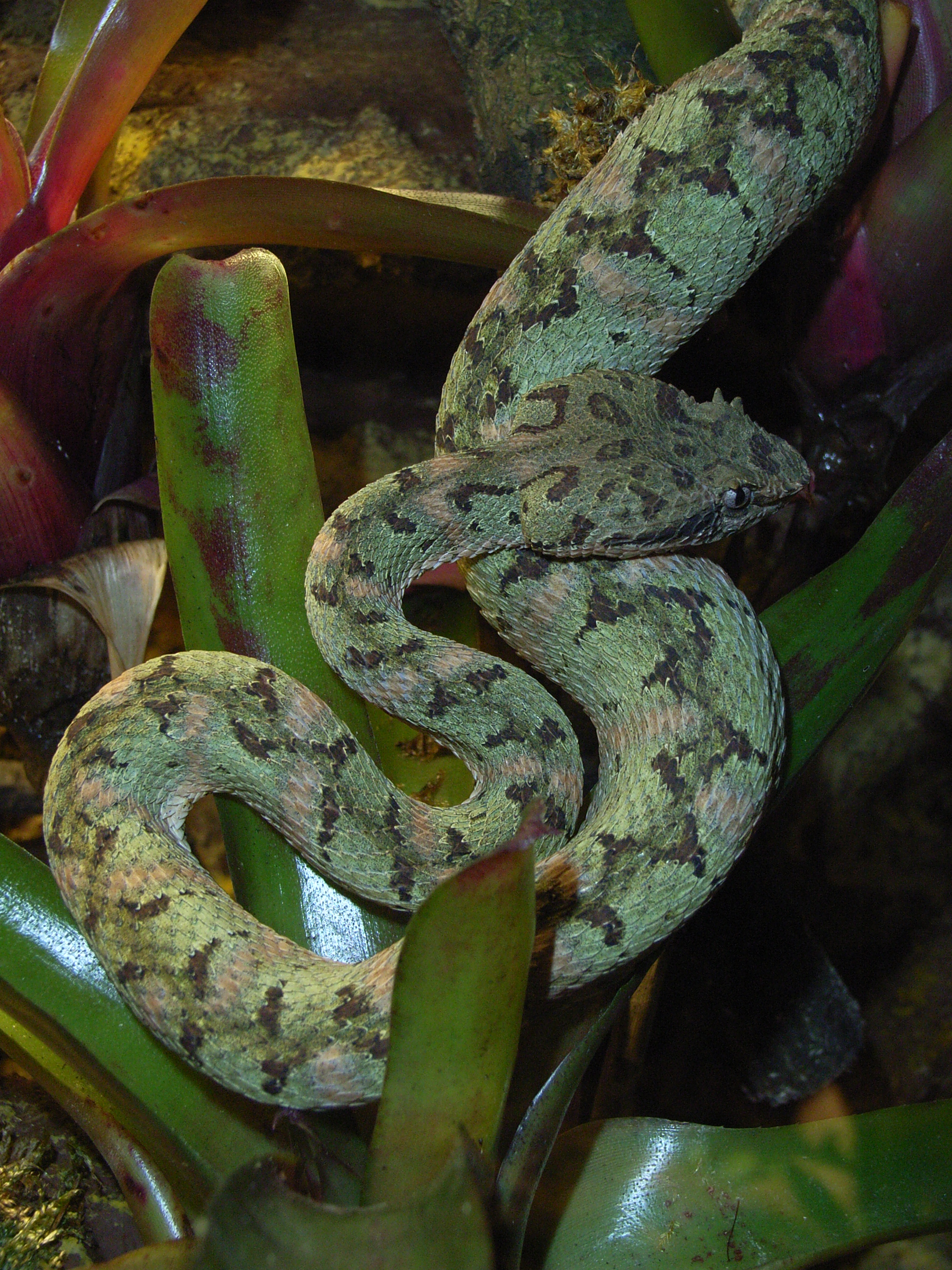
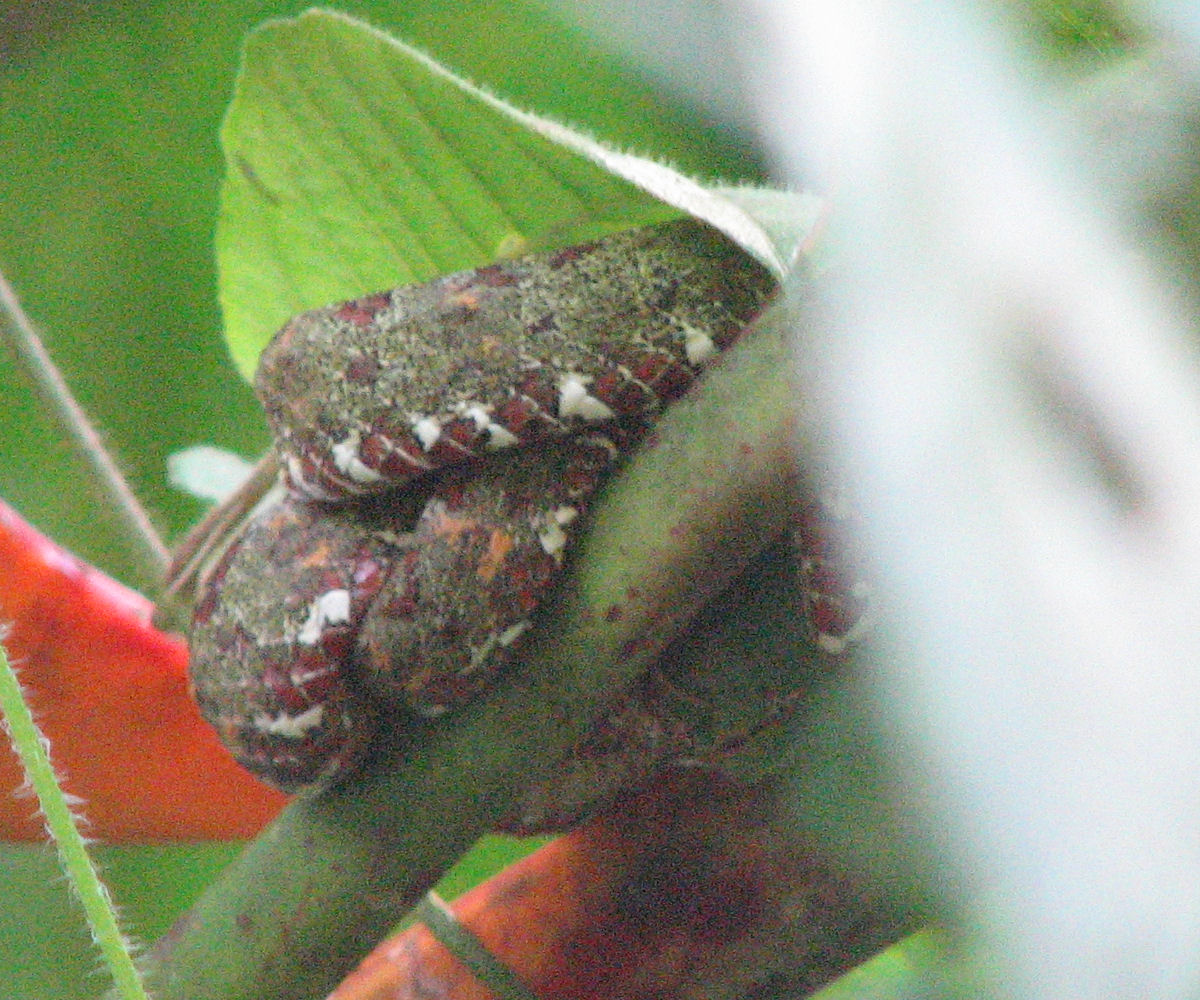
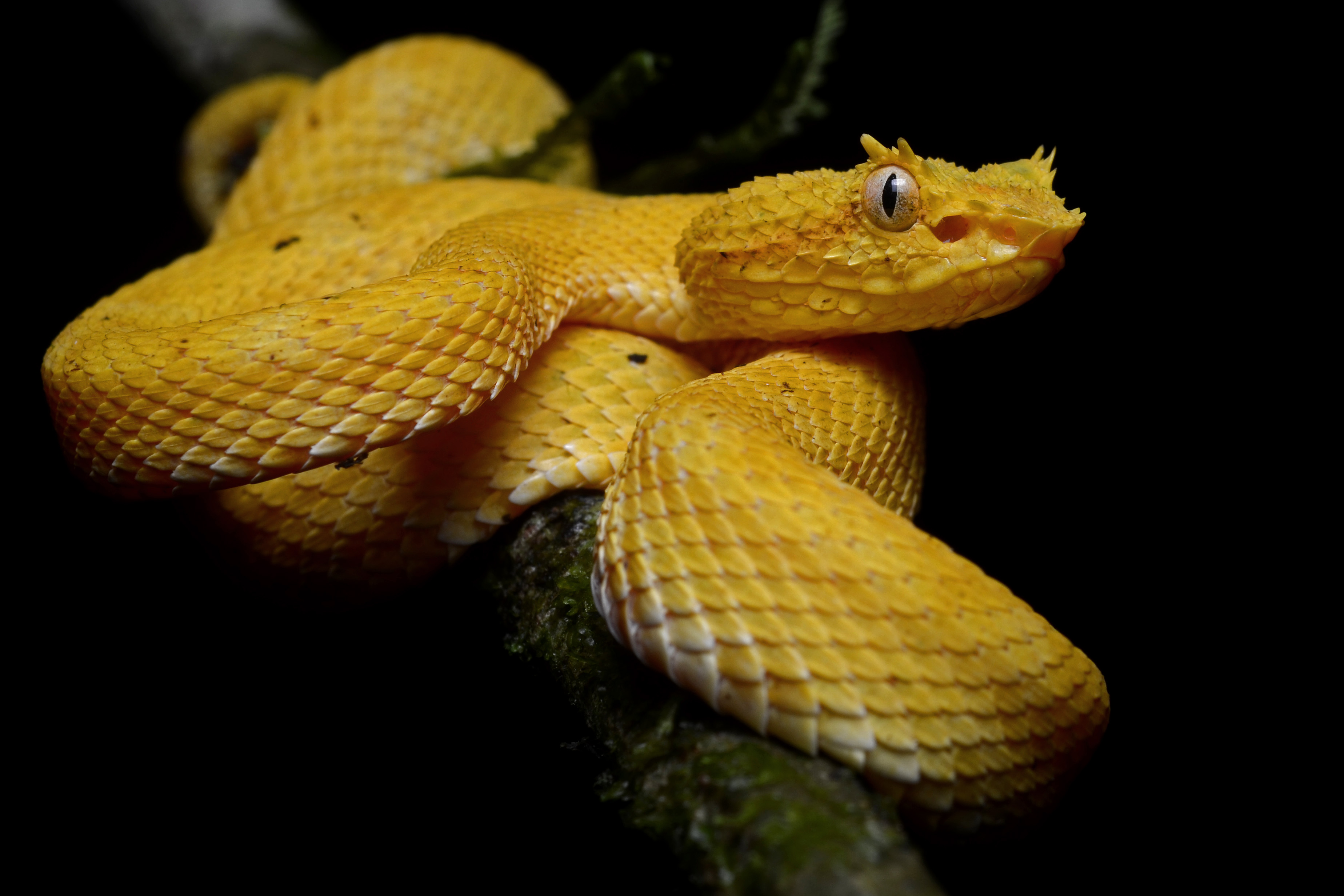
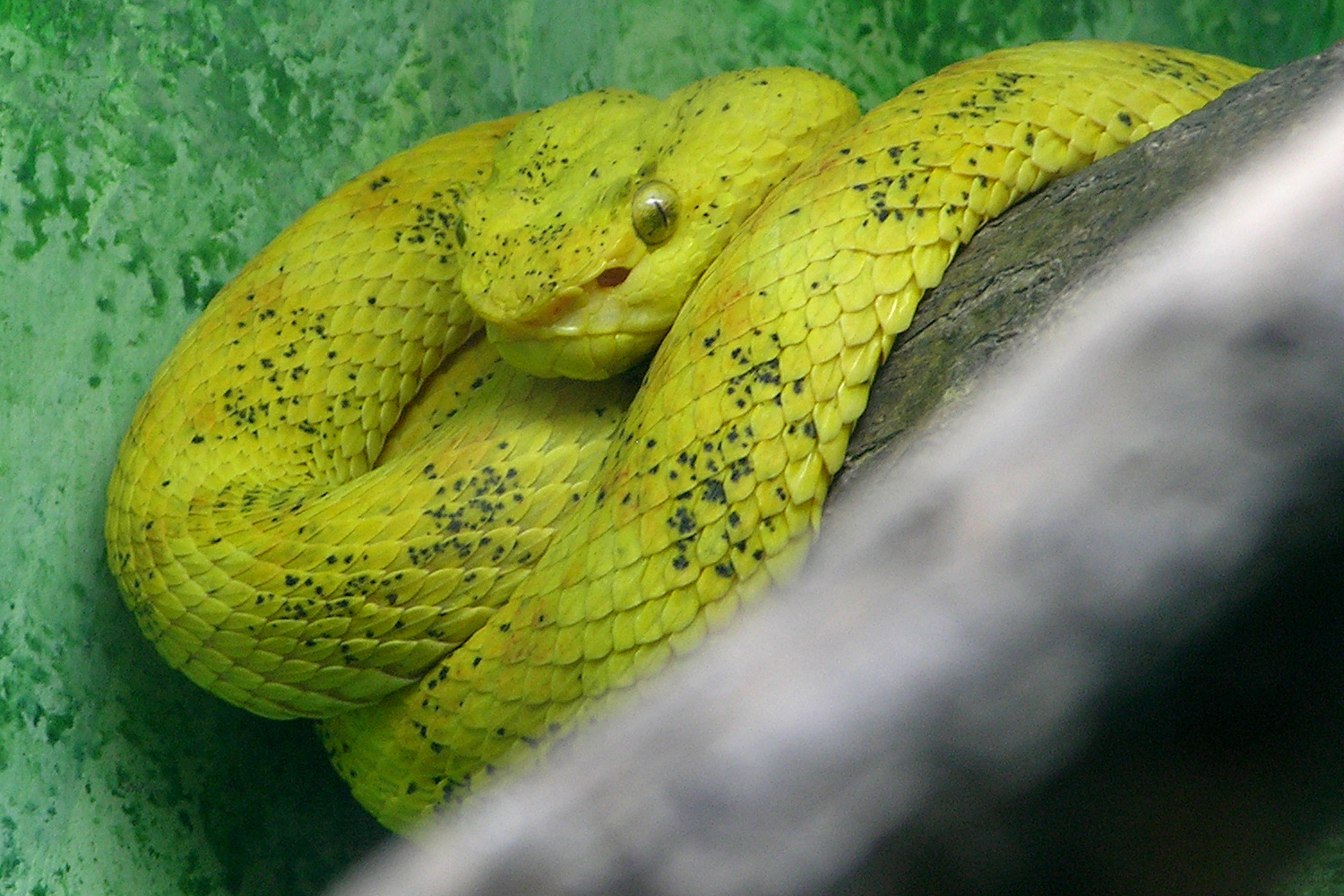